# La secchia rapita (fumetto)
La secchia rapita è un fumetto italiano e cartone animato creato da Pino Zac, comparso per la prima volta il 12 ottobre 1972 in Gulp!. Prende spunto dal poema eroicomico La secchia rapita di Alessandro Tassoni, con una parodia sulla guerra tra Bologna e Modena.